# Ламмерт, Вилль
Вилль Ламмерт (в ряде источников Вилл или Вилли; нем. Will Lammert; 5 января 1892, Хаген, Пруссия — 30 октября 1957, Берлин) — немецкий скульптор, член Коммунистической партии Германии, лауреат Национальной премии ГДР.

## Биография
Вилль Ламмерт родился 5 января 1892 года в прусском городе Хагене в семье машиниста.

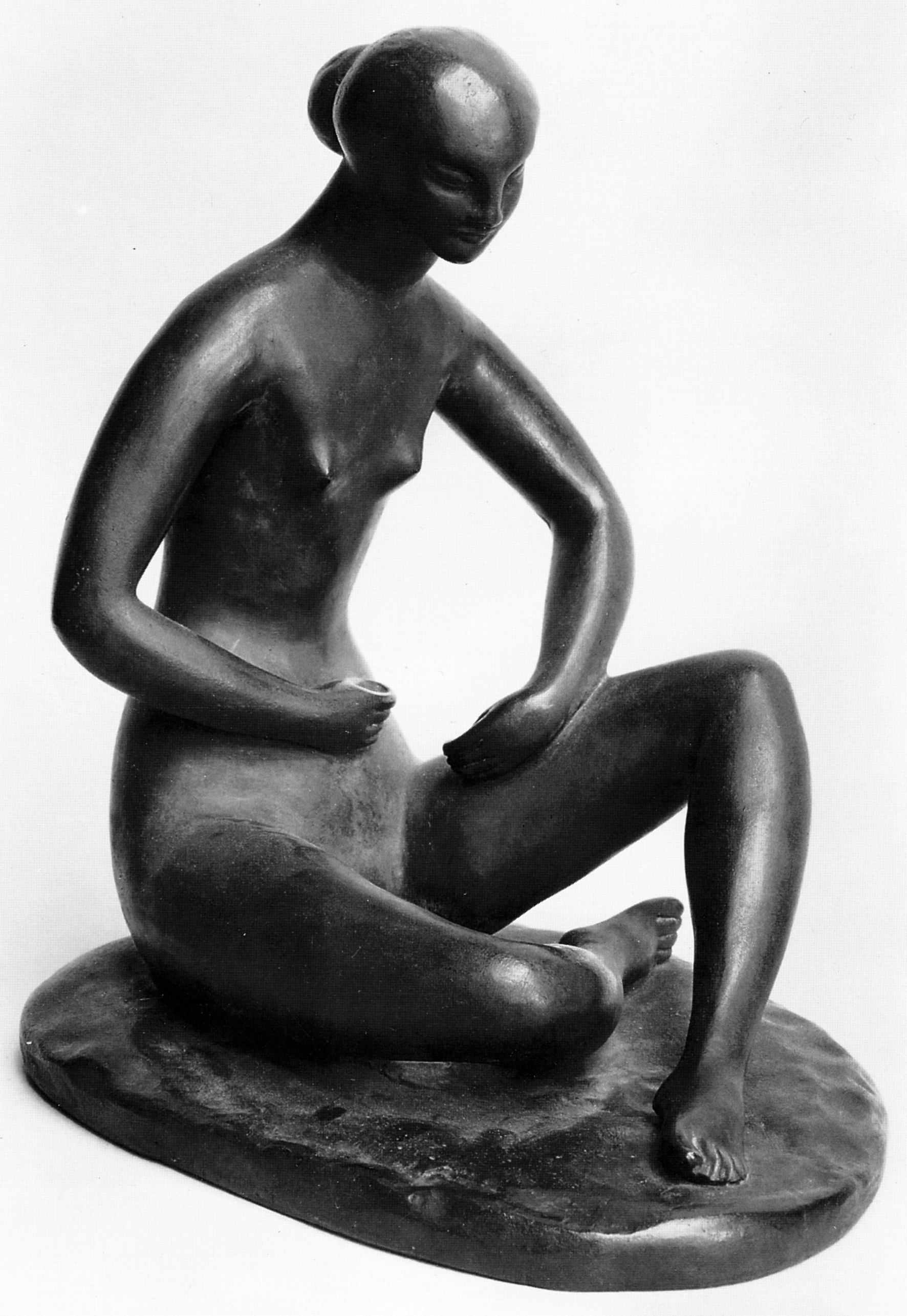
Сидящая девочка
(1913 год)

Прошел обучение на скульптора по лепнине, камню и дереву и сначала работал в мастерской уроженца Российской империи еврейского происхождения Моисея Герцевича Когана. С 1911 года Ламмерт учился в Гамбурге у Рихарда Лукша в государственной школе прикладного искусства Kunstgewerbeschule на стипендию, полученную по рекомендации коллекционера произведений искусства и основателя Музея Фолькванг мецената Карла Эрнста Остхауза. С 1912 по 1913 год он совершенствовал своё мастерство в Париже, где его бывший учитель Моисей Коган познакомил Ламмерта со скульпторами Александром Архипенко и Отто Фрейндлихом.
В 1914 году он участвовал в Первой мировой войне в звании рядового и едва выжил после тяжёлого ранения.
После окончания войны Ламмерт поступил в Колледж керамики в Хёре (ныне Университет прикладных наук Кобленца). В последующие годы он работал скульптором-фрилансером в родном городе, а также в Дюссельдорфе и Мюнхене. Он также выставлял работы совместно с творческим союзом «Молодой Рейнланд».

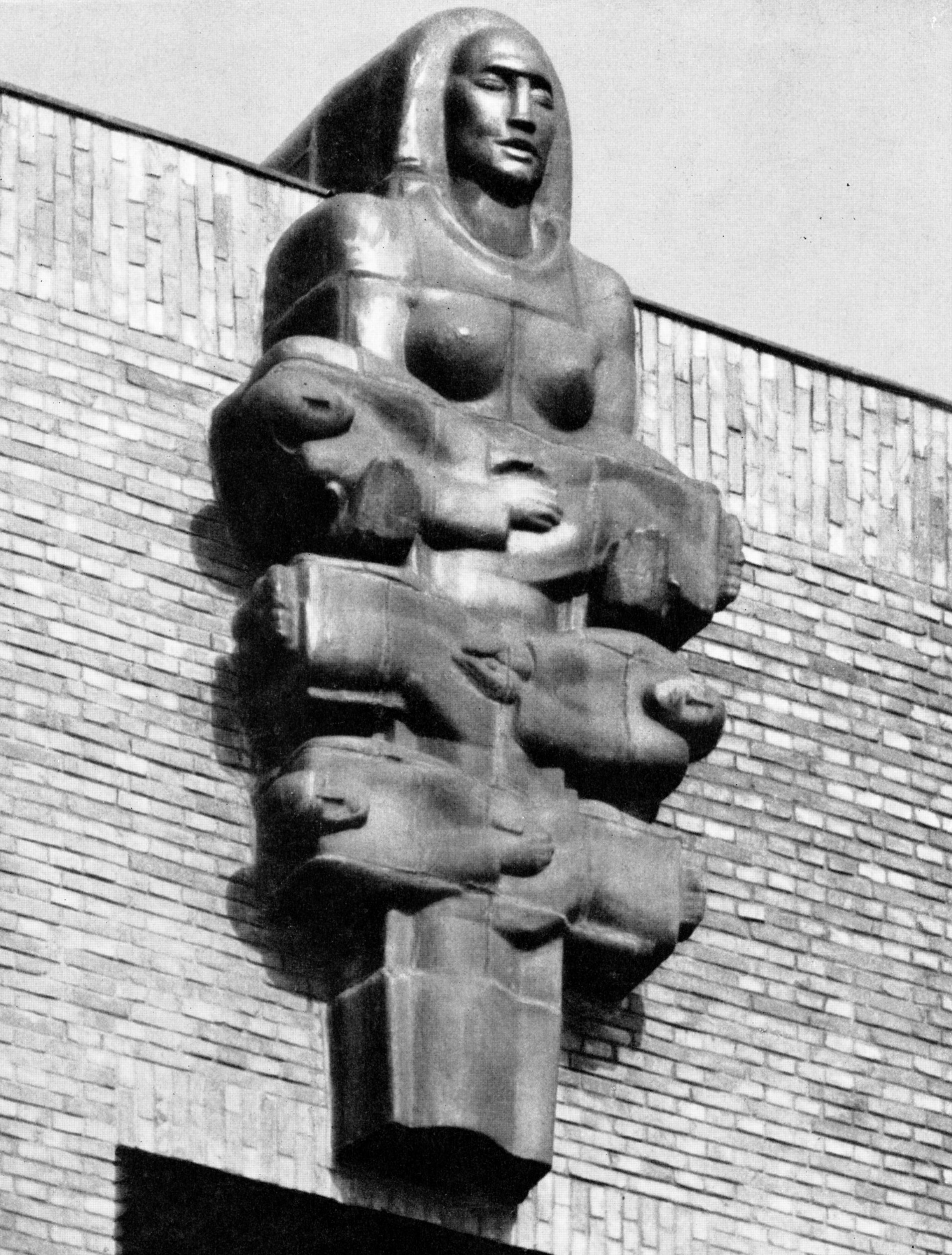
Mutter Erde
(1926 год; утрачен)

В 1920 году Вилль Ламмерт женился на Хетте Мейербах (нем. Hette Meyerbach).
В 1922 году Вилль Ламмерт, одновременно с музеем Фолькванг, переехал в город Эссен, где, при государственной поддержке, создал свою студию. Он создавал отдельно стоящие и архитектурные скульптуры для зданий, спроектированных архитекторами Эдмундом Кёрнером, Георгом Метцендорфом и Альфредом Фишером. Помимо работы художником-скульптором, он также руководил керамической мастерской; свою творческую карьеру Герман Блюменталь и Фриц Кремер начали в его студии. В 1931 году по рекомендации Макса Либермана он получил стипендию Прусской академии художеств для обучения в Риме и провёл девять месяцев на Вилле Массимо, работая вместе с художниками Вернером Жиллем, Эрнстом Вильгельмом Наем и Германом Блюменталем.
В 1932 году В. Ламмерт вступил в Коммунистическую партию Германии (КПГ)
.
После захвата власти нацистами Ламмерта разыскивало гестапо по обвинению в государственной измене. В начале лета 1933 года он был вынужден эмигрировать через Нидерланды в Париж, за ним последовали его жена-еврейка Хетте и двое их сыновей Тилль и Уле. Какое-то время он жил в одном доме с немецким писателем Бодо Узе и создателем МРП Вилли Мюнценбергом. Однако в 1934 году Ламмерт был выслан из Франции и был вынужден снова бежать, на этот раз в Советский Союз. Тем временем в Эссене пресса разжигала ненависть к «художнику-большевику с его близкими еврейскими связями» и его «дегенеративному искусству». В последующие годы почти все его произведения в нацистской Германии были уничтожены гитлеровцами.

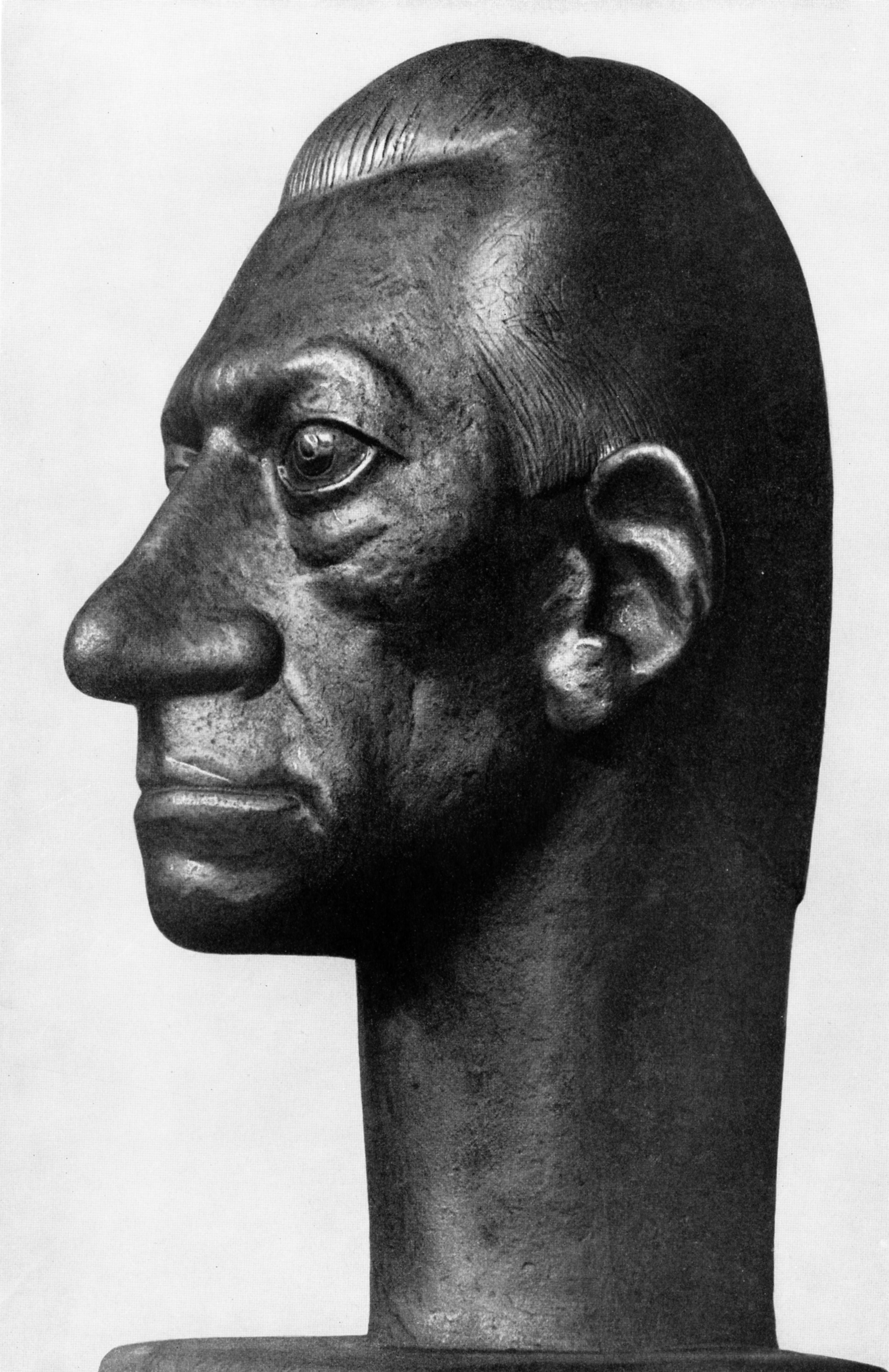
Карл Эрнст Остхаус
(1930; уничтожен)

Несмотря на большие усилия Ламмерта найти работу скульптора в СССР, которые привели его до самой Сибири, у него было мало возможностей заниматься творчеством. В 1938 году он переехал из Москвы в Переделкино, где смог остановиться на даче Фридриха Вольфа. Он также поддерживал тесные контакты с другими немецкими эмигрантами, такими как Йоханнес Роберт Бехер, Адам Шаррер и Эрих Вайнерт. Он работал в различных архитектурных бюро и руководил группами рисования вместе с другим художником в изгнании Генрихом Фогелером. После вторжения Вермахта в СССР в 1941 году он был выслан из Подмосковья, на этот раз за то, что он немец по национальности. Сначала он оказался в Татарской АССР, где работал в местном колхозе. Через год его призвали в Трудовую армию и привезли в Казань. С окончанием войны его ссылка не закончилась, а была преобразована в «особую пожизненную ссылку».
Только в декабре 1951 года В. Ламмерту разрешили покинуть Советский Союз, и он наконец смог вернуться в Германию — в тогдашнюю Восточную Германию; во многом благодаря тому, что другие немецкие репатрианты неоднократно требовали, чтобы немецкому коммунисту дали разрешение вернуться на родину. Год спустя он был избран действительным членом Немецкой академии искусств (позднее Академия искусств ГДР, ныне Берлинская академия искусств).
Вилль Ламмерт умер в октябре 1957 года в Берлине, работая над деталями мемориала концентрационного лагеря Равенсбрюк, начатого им в 1954 году. Был похоронен на кладбище Панков III в берлинском районе Нидершёнхаузен, где у него была студия.
В 1959 году Ламмерт был посмертно награждён Национальной премией Германской Демократической Республики. Его жена использовала эти деньги для учреждения Премии Ламмерта, которая присуждалась Немецкой академией искусств молодым скульпторам в период с 1962 по 1992 год.